# Перная, Ильмари
Кустаа Ильмари Перная (фин. Kustaa Ilmari Pernaja; 10 февраля 1892 — 20 июля 1963, Раума, Турку-Пори) — финский гимнаст, серебряный призёр летних Олимпийских игр 1912 года в командном первенстве по произвольной системе.На клубном уровне выступал за команду «Акера» из Лахти.